# الرصافه، حماة
الرصافه (به عربی: الرصافة) یک روستا در سوریه است که در ناحیه مرکزی مصیاف واقع شده‌است. الرصافه ۱٬۶۰۸ نفر جمعیت دارد.